# Tantilla robusta
Tantilla robusta är en ormart som beskrevs av Canseco-Márquez, Mendelson och Gutiérrez-Mayén 2002. Tantilla robusta ingår i släktet Tantilla och familjen snokar. Inga underarter finns listade i Catalogue of Life.
Exemplar hittades i en liten region i östra delen av delstaten Puebla i Mexiko. De upptäcktes vid 800 meter över havet. Fyndplatsen var gränsen mellan molnskogar och kaffeodlingar. Honor lägger ägg.
Antagligen påverkas beståndet negativt av landskapsförändringar. IUCN kategoriserar arten globalt som otillräckligt studerad.